# Gens Acerronia
La gens Acerronia fue una familia plebeya de la Antigua Roma durante la República tardía e Imperio temprano. El miembro más señalado de la gens fue Cneo Acerronio Próculo, cónsul en 37.

## Origen
Los Acerronios pueden haber provenido de Lucania, donde Próculo había vivido antes de obtener el consulado. Sin embargo, la familia era conocida por Cicerón al menos un siglo antes.

## Praenomina
El único praenomen conocido de la gens es Cneo. Sin embargo, los Acerronios pueden haber utilizado una vez el nombre «Próculo», el cual más tarde llevaron como cognomen. Probablemente también utilizaron el praenomen femenino Paula, el cual aparece como cognomen personal en el siglo I.

## Ramas ycognomina
Dos cognomina están asociados con los Acerronos: Próculo, el cual era común en épocaimperial, y Pola (la forma femenina de Paulo), el cual era probablemente un cognomen y puede haber sido orignalmente un praenomen.